# Estação Baikonur
Baikonur (em cazaque:  Байқоңыр) é uma das estações terminais da linha Primeira do metropolitano de Almati, no Cazaquistão.